# Хмілівка (зупинний пункт)
Хмі́лівка (біл. Хме́леўка) — пасажирський залізничний  зупинний пункт Мінського відділення Білоруської залізниці на лінії Мінськ — Молодечно між станціями Білорусь (2,5 км) та Радошковичі (6 км). Неподалік від зупинного пункту розташоване селище Хмілівка Мінського району Мінської області та Головний канал Вілейсько-Мінської водної системи.

## Історія
У 1963 році зупинний пункт електрифікований змінним струмом (~25 кВ) в складі дільниці Мінськ — Олехновичі.
1 січня 1964 року розпочався регулярний рух електропоїздів за маршрутом Мінськ — Олехновичі.

## Пасажирське сполучення
На платформі Хмілівка зупиняються поїзди регіональних ліній економкласу Молодечненського напрямку.